# Hedera caucasigena
Hedera caucasigena är en araliaväxtart som beskrevs av Antonina Ivanovna Pojarkova. Hedera caucasigena ingår i släktet Hedera och familjen Araliaceae. Inga underarter finns listade.